# Makhunik
 (juillet 2017).
Makhunik (persan : ماخونيك, également romanisé en Mākhūnīk, Māh-i-Khūnik, Māh Khūnīk, et Makhoonik; aussi connu en Māh-i-Khūpik, Mak-i-Khūnik, et Moḩammadkhānak) est un village du Doreh Rural District, dans le district central de Sarbisheh County, au Khorasan méridional, en Iran. Au recensement de 2006, sa population s'élevait à 582 personnes, réparties en 125 families.